# Juan Nepomuceno Salazar
El general Juan Nepomuceno Salazar fue un militar y político mexicano. Fue diputado propietario constituyente de la I Legislatura del Congreso del Estado de Colima y diputado suplente del diputado Ramón J. González en la II Legislatura del Congreso del Estado de Colima. El general Juan N. Salazar es uno de los personajes ilustres de Villa de Álvarez, Colima y fue bisabuelo de Juan Salazar Gutiérrez, diputado y de su hijo, Rigoberto Salazar Velasco, diputado en la LV Legislatura del Congreso de la Unión de México. 